# Albo d'oro del campionato moldavo di calcio
La pagina elenca le squadre vincitrici del massimo livello del campionato moldavo di calcio.

## Albo d'oro
| Anno            | Vincitore             | Secondo                | Terzo posto            | Capocannoniere                                                                                    |
| --------------- | --------------------- | ---------------------- | ---------------------- | ------------------------------------------------------------------------------------------------- |
| 1992 (1ª)       | Zimbru Chișinău (1)   | Tiligul-Tiras Tiraspol | Bugeac Comrat          | Serghey Alexandrov (Bugeac Comrat), Oleg Flentea (Constructorul Chișinău) (13 gol)                |
| 1992-1993 (2ª)  | Zimbru Chișinău (2)   | Tiligul-Tiras Tiraspol | Moldova Boroșeni       | Vladimir Kosse (Tiligul-Tiras, 30 gol)                                                            |
| 1993-1994 (3ª)  | Zimbru Chișinău (3)   | Tiligul-Tiras Tiraspol | Codru Călărași         | Vladimir Kosse (Tiligul-Tiras, 24 gol)                                                            |
| 1994-1995 (4ª)  | Zimbru Chișinău (4)   | Tiligul-Tiras Tiraspol | Zarea Bălți            | Vladislav Gavriliuc (Zimbru/Nistru, 20 gol)                                                       |
| 1995-1996 (5ª)  | Zimbru Chișinău (5)   | Tiligul-Tiras Tiraspol | Tiraspol               | Vladislav Gavriliuc (Nistru/Zimbru, 34 gol)                                                       |
| 1996-1997 (6ª)  | Tiraspol (1)          | Zimbru Chișinău        | Tiligul-Tiras Tiraspol | Serghei Rogaciov (Olimpia Balti, 35 gol)                                                          |
| 1997-1998 (7ª)  | Zimbru Chișinău (6)   | Tiligul-Tiras Tiraspol | Tiraspol               | Serghei Cleșcenco (Zimbru, 25 gol)                                                                |
| 1998-1999 (8ª)  | Zimbru Chișinău (7)   | Tiraspol               | Tiligul-Tiras Tiraspol | Serghei Rogaciov (Sheriff Tiraspol, 21 gol)                                                       |
| 1999-2000 (9ª)  | Zimbru Chișinău (8)   | Sheriff Tiraspol       | Tiraspol               | Serghei Rogaciov (Sheriff Tiraspol, 20 gol)                                                       |
| 2000-2001 (10ª) | Sheriff Tiraspol (1)  | Zimbru Chișinău        | Tiligul-Tiras Tiraspol | Ruslan Barburoș (Haiduc-Sporting/Agro/Sheriff Tiraspol), Davit Mujiri (Sheriff Tiraspol) (17 gol) |
| 2001-2002 (11ª) | Sheriff Tiraspol (2)  | Nistru Otaci           | Zimbru Chișinău        | Ruslan Barburoș (Sheriff Tiraspol, 17 gol)                                                        |
| 2002-2003 (12ª) | Sheriff Tiraspol (3)  | Zimbru Chișinău        | Nistru Otaci           | Sergiu Dadu (Tiraspol/Sheriff Tiraspol, 19 gol)                                                   |
| 2003-2004 (13ª) | Sheriff Tiraspol (4)  | Nistru Otaci           | Zimbru Chișinău        | Vladimir Shishelov (Zimbru, 15 gol)                                                               |
| 2004-2005 (14ª) | Sheriff Tiraspol (5)  | Nistru Otaci           | Dacia Chișinău         | Cătălin Lichioiu (Nistru Otaci, 16 gol)                                                           |
| 2005-2006 (15ª) | Sheriff Tiraspol (6)  | Zimbru Chișinău        | Tiraspol               | Aljaksej Kučuk (Sheriff Tiraspol, 13 gol)                                                         |
| 2006-2007 (16ª) | Sheriff Tiraspol (7)  | Zimbru Chișinău        | Nistru Otaci           | Aljaksej Kučuk (Sheriff Tiraspol, 17 gol)                                                         |
| 2007-2008 (17ª) | Sheriff Tiraspol (8)  | Dacia Chișinău         | Nistru Otaci           | Igor Picușceac (Sheriff Tiraspol/Tiraspol, 14 gol)                                                |
| 2008-2009 (18ª) | Sheriff Tiraspol (9)  | Dacia Chișinău         | Iskra-Stal             | Oleg Andronic (Zimbru, 14 gol)                                                                    |
| 2009-2010 (19ª) | Sheriff Tiraspol (10) | Iskra-Stal             | Zarea Bălți            | Alexandr Maximov (Viitorul Orhei), Jymmy Dougllas França (Sheriff Tiraspol) (13 gol)              |
| 2010-2011 (20ª) | Dacia Chișinău (1)    | Sheriff Tiraspol       | Milsami Orhei          | Gheorghe Boghiu (Milsami Orhei, 26 gol)                                                           |
| 2011-2012 (21ª) | Sheriff Tiraspol (11) | Dacia Chișinău         | Zimbru Chișinău        | Benjamin Balima (Sheriff Tiraspol, 18 gol)                                                        |
| 2012-2013 (22ª) | Sheriff Tiraspol (12) | Dacia Chișinău         | Tiraspol               | Gheorghe Boghiu (Milsami Orhei, 16 gol)                                                           |
| 2013-2014 (23ª) | Sheriff Tiraspol (13) | Tiraspol               | Veris Chișinău         | Henrique Luvannor (Sheriff Tiraspol, 26 gol)                                                      |
| 2014-2015 (24ª) | Milsami Orhei (1)     | Dacia Chișinău         | Sheriff Tiraspol       | Ricardinho (Sheriff Tiraspol, 19 gol)                                                             |
| 2015-2016 (25ª) | Sheriff Tiraspol (14) | Dacia Chișinău         | Zimbru Chișinău        | Danijel Subotić (Sheriff Tiraspol, 12 gol)                                                        |
| 2016-2017 (26ª) | Sheriff Tiraspol (15) | Dacia Chișinău         | Milsami Orhei          | Ricardinho (Sheriff Tiraspol, 15 gol)                                                             |
| 2017 (27ª)      | Sheriff Tiraspol (16) | Milsami Orhei          | Petrocub Hîncești      | Vitalie Damașcan (Sheriff Tiraspol, 13 gol)                                                       |
| 2018 (28ª)      | Sheriff Tiraspol (17) | Milsami Orhei          | Petrocub Hîncești      | Vladimir Ambros (Petrocub-Hincesti, 12 gol)                                                       |
| 2019 (29ª)      | Sheriff Tiraspol (18) | Sfîntul Gheorghe       | Petrocub Hîncești      | Juryj Kendyš (Sheriff Tiraspol, 13 gol)                                                           |
| 2020-2021 (30ª) | Sheriff Tiraspol (19) | Petrocub Hîncești      | Milsami Orhei          | Frank Castañeda (Sheriff Tiraspol, 28 gol)                                                        |
| 2021-2022 (31ª) | Sheriff Tiraspol (20) | Petrocub Hîncești      | Milsami Orhei          | Vladimir Ambros (Petrocub Hincesti, 17 gol)                                                       |
| 2022-2023 (32ª) | Sheriff Tiraspol (21) | Petrocub Hîncești      | Zimbru Chișinău        | Rasheed Akanbi (Sheriff Tiraspol), Alexandru Dedov (Zimbru Chișinău) (8 gol)                      |
| 2023-2024 (33ª) | Petrocub Hîncești (1) | Sheriff Tiraspol       | Zimbru Chișinău        | Radu Gînsari (Milsami Orhei, 13 gol)                                                              |
| 2024-2025 (34ª) | Milsami Orhei (2)     | Zimbru Chișinău        | Petrocub Hîncești      | Caio Ferreira (Balti, 12 gol)                                                                     |

### Vittorie per squadra
| Club              | Titoli | Anni |
| ----------------- | ------ | --- |
| Sheriff Tiraspol  | 21     | 2000-2001, 2001-2002, 2002-2003, 2003-2004, 2004-2005, 2005-2006, 2006-2007, 2007-2008, 2008-2009, 2009-2010, 2011-2012, 2012-2013, 2013-2014, 2015-2016, 2016-2017, 2017, 2018, 2019, 2020-2021, 2021-2022, 2022-2023 |
| Zimbru Chișinău   | 8      | 1992, 1992-1993, 1993-1994, 1994-1995, 1995-1996, 1997-1998, 1998-1999, 1999-2000 |
| Milsami Orhei     | 1      | 2014-2015 |
| Dacia Chișinău    | 1      | 2010-2011 |
| Tiraspol          | 1      | 1996-1997 |
| Petrocub Hîncești | 1      | 2023-2024 |